# Eloy Inos

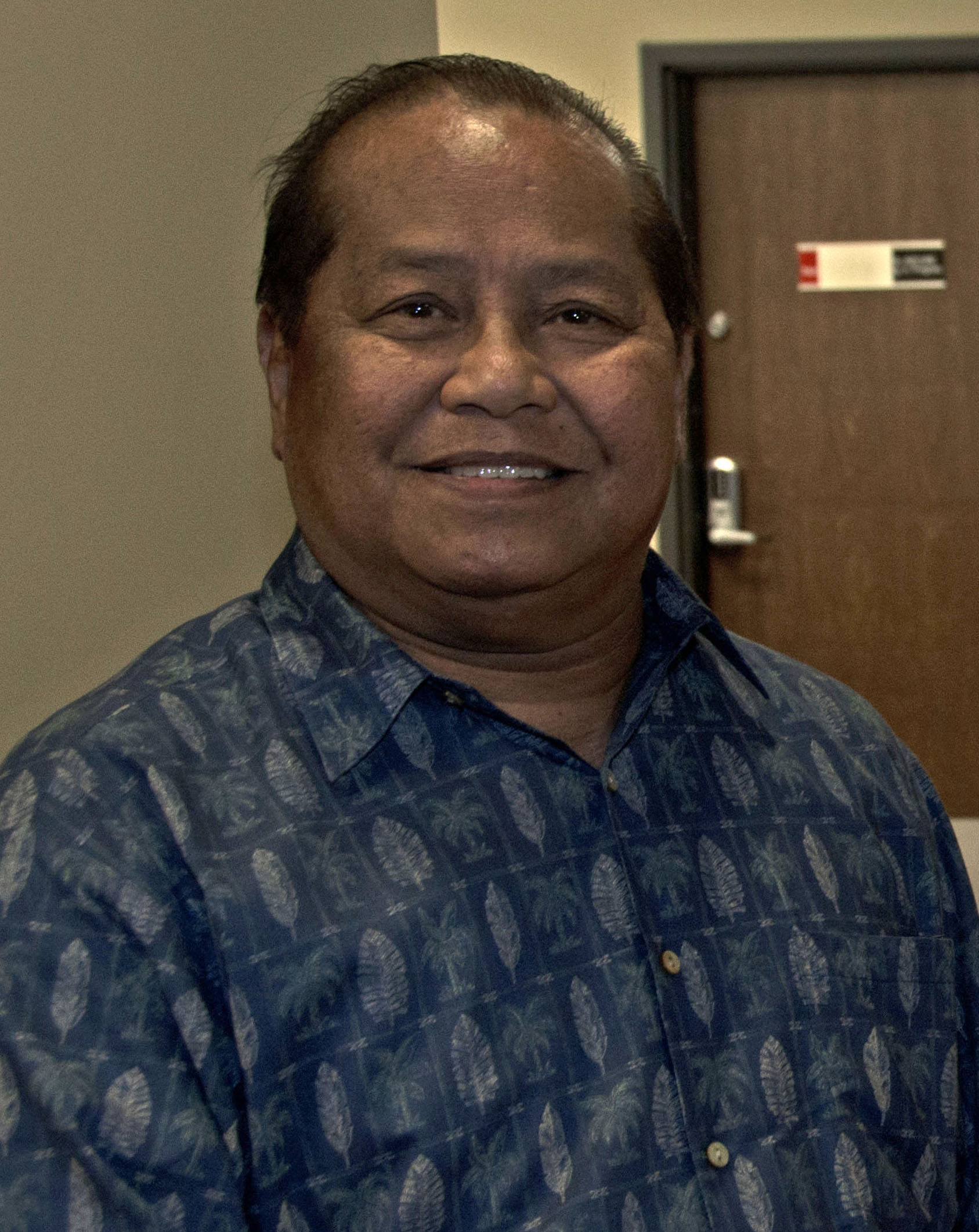
Eloy Inos 2013.

Eloy Songao Inos, född 26 september 1949, död 28 december 2015 i Seattle i Washington, var Nordmarianernas guvernör från 2013 fram till sin död 2015. Han representerade Covenant Party.
Guvernör Benigno Fitial avgick den 20 februari 2013 och efterträddes av Inos. Han efterträddes av Ralph Torres.